# Liu Sao-csi
Liu Sao-csi (pinjin átírással Liu Shaoqi, kínai egyszerűsített írással: 刘少奇; Ningcsiang 1898. november 24. – Kajfeng, 1969. november 12.) kínai politikus, reformer, író, forradalmár, közgazdász, 1949 és 1954 között a Központi Népi Kormányzat alatt alelnök, majd 1959 és 1968 között a Kínai Népköztársaság második államfője lett Mao Ce-tung után. Mao politikájától teljesen eltérő szocialista rendszert alakított ki, így a kommunista párt megindította a Liu Sao-csi ellenes kulturális forradalmat. Liu végül a börtönben halt 12 nappal a 71. születésnapja előtt, tüdőgyulladásban.

## Fényképek

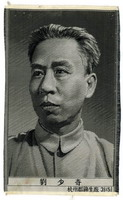
Egy régi fénykép
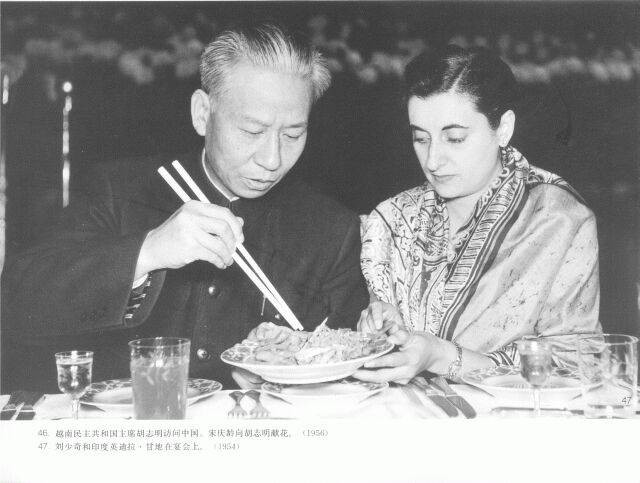
Indira Gandhival
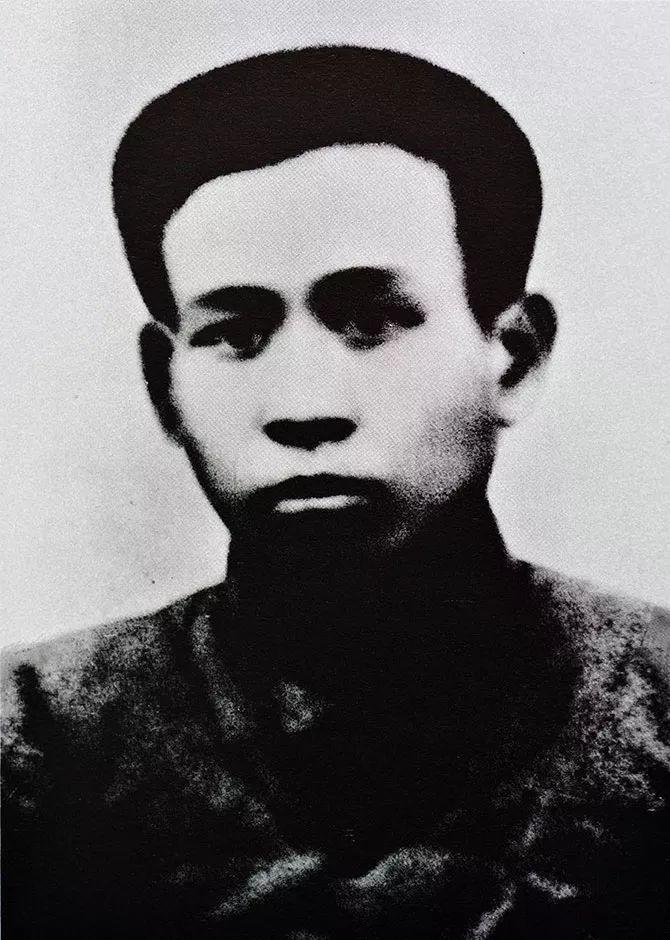
1927-ben
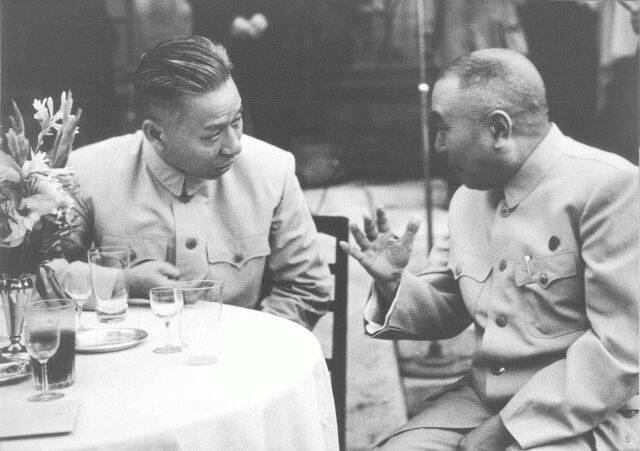
Huang Jan-pejjel
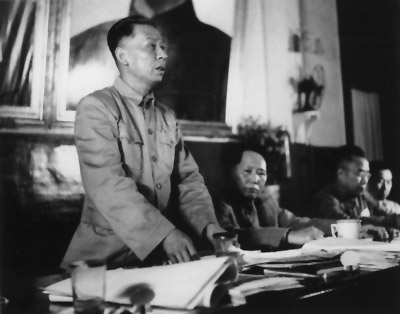
1950-ben

## Fordítás
- Ez a szócikk részben vagy egészben  a   Liu Shaoqi című angol Wikipédia-szócikk ezen változatának fordításán alapul.  Az eredeti cikk szerkesztőit annak laptörténete sorolja fel. Ez a jelzés csupán a megfogalmazás eredetét és a szerzői jogokat jelzi, nem szolgál a cikkben szereplő információk forrásmegjelöléseként.
- Ez a szócikk részben vagy egészben  a   Liu Shaoqi című spanyol Wikipédia-szócikk ezen változatának fordításán alapul.  Az eredeti cikk szerkesztőit annak laptörténete sorolja fel. Ez a jelzés csupán a megfogalmazás eredetét és a szerzői jogokat jelzi, nem szolgál a cikkben szereplő információk forrásmegjelöléseként.